# Société d'aménagement Zenata
La Société d'Aménagement Zenata (SAZ) est une entreprise marocaine créée en 2006, filiale du groupe CDG Développement dédiée à l'aménagement de la future ville satellitaire de Casablanca : Zenata. La construction de cette nouvelle ville est prévue dans la commune d'Aïn Harrouda, relevant de la préfecture de Mohammédia.